# Niklas Eriksson
Niklas Urban Eriksson, född 17 februari 1969 i Västervik i Småland, är en svensk före detta ishockeyspelare och numera tränare för Örebro HK i Svenska hockeyligan (SHL). 
Niklas Eriksson blev olympisk mästare med Tre Kronor 1994 vid OS i Lillehammer. Han är kanske mest känd i Leksands IF där han gjorde 17 säsonger och totalt 721 matcher för dalaklubben vilket även är klubbrekord. Han hedras genom att tröja nummer 16 hänger i taket i Tegera Arena. Förutom Leksand har Eriksson även spelat en säsong i HIFK i FM-ligan och två säsonger i Bruneck i Italien.
Förutom OS-guldet i Lillehammer har Eriksson även en guldmedalj från U18-EM 1986/1987 och en silvermedalj från U20-VM 1988/1989, där han även blev uttagen i All-Star Team. Säsongen 2004/2005 fick Eriksson inte förlängt kontrakt med Leksand. Han skrev istället kontrakt med Pustertal Wölfe i italienska Serie A där han spelade två säsonger när han efter säsongen 2006/2007 avslutade sin spelarkarriär.

## Tränarkarriären
I april 2007 återvände Eriksson till Leksand, den här gången som tränare för föreningens J20-lag. Den 19 mars 2009 tog han och Christer Olsson tillfälligt över A-laget mitt under kvalserien, då tränarduon Tomas Kempe och Tomas Jonsson fått sparken efter tre raka förluster. Duon kunde inte föra upp laget till Elitserien och Eriksson återgick till att träna J20-laget även under säsongen 2009/2010. Under Erikssons ledning vann laget SM-guld efter att ha besegrat Brynäs med 4–3 i finalen. Säsongen 2010/2011 lämnade han juniorverksamheten och tog på nytt över Leksands A-lag – även denna gång i sällskap med Christer Olsson. Niklas Eriksson och Christer Olsson fick under vintern 2011/2012 lämna Leksand, varefter Eriksson blev tränare för norska Lillehammer IK. Med start 2013/2014 var Eriksson huvudtränare för Almtuna i Hockeyallsvenskan, vilket han var till den 9 december 2016, då han fick sparken. Den 13 december 2016 meddelade Örebro HK att Eriksson blir ny assisterande tränare i klubben. Den 4 december 2018 blev Eriksson ny huvudtränare för Örebro HK. Den 29 mars 2019 meddelade sportchefen Niklas Johansson att Örebro hockey förlängt kontraktet med Niklas Eriksson som huvudtränare för A-laget. Niklas Eriksson tog över rollen som huvudtränare i december 2018, efter att Niklas Sundblad entledigades från rollen som huvudtränare. Kontraktet med Niklas Eriksson gäller för två säsonger.

## Privatliv
Niklas Eriksson är född och uppvuxen i den småländska staden Västervik. Som ung var han minst lika intresserad av ishockey som fotboll och representerade även ett av de lokala lagen, IFK Västervik. Eriksson lämnade Västervik som 16-åring för hockeygymnasiet i Leksand. Hans favoritsport utanför hockeyn är cykling.
Niklas Eriksson är gift med silversmeden Caroll Eriksson sedan 1995; de har två vuxna barn tillsammans.